# Dicolpus sjostedti
Dicolpus sjostedti is een insect uit de familie van de vlinderhaften (Ascalaphidae), die tot de orde netvleugeligen (Neuroptera) behoort. 
Dicolpus sjostedti is voor het eerst wetenschappelijk beschreven door Van der Weele in 1905.